# Батонебі
Батонебі (груз. ბატონები) - в грузинських міфах злі духи, що насилають інфекційні хвороби.
Множина від батоно, «пан, владика», в грузинській міфології збірна назва парфумів, що приносять інфекційні хвороби.
Відомі «Батонебі», що приносять кір (Цітела «Батонебі»), коклюш (Хвела «Батонебі»),  віспу (Діді «Батонебі») та інші.
Всі «Батонебі» вважаються дітьми стародавнього грузинського божества Нана.
У сім'ї, один з членів якої хворіє, готують для частування «Батонебі» ласощі, ставлять прикрашене подарунками дерево «Батонебі», запалюють горіхову олію, завішують червоною тканиною кімнату хворого, виконують ритуальну пісню-благання «Батонебо» (або «Іав Нана»).
Слово «Батонебі» є також народною назвою інфекційних хвороб!
Дуже часто «батонебі» (пан) - описуються як мусульманський вершник в білому вбранні, на коні. Взагалі дуже часто, ті хто хворіли або ті, кого карали «Батонебі», чули тупіт копит і страшний біль (від ударів їх хлистів), вони як «Валькірії» духи померлих в боях, великих війнах.
«Карають невірних язичників».